# アラトロフロキサシン
アラトロフロキサシン（英：Alatrofloxacin（Trovan IV））は、ファイザーが開発したフルオロキノロン系抗生物質で、メシル酸塩として投与される。
トロバフロキサシンとアラトロフロキサシンは、死亡や肝移植に至る肝毒性が認められたため、2006年6月に米国市場から回収された。

## 関連記事
- ニューキノロン